# Euptychia septentrionalis
Euptychia septentrionalis är en fjärilsart som beskrevs av Davis 1924. Euptychia septentrionalis ingår i släktet Euptychia och familjen praktfjärilar. Inga underarter finns listade i Catalogue of Life.